# Objet local partagé
Un objet local partagé (en anglais local shared object ou LSO), aussi appelé Flash cookie (du fait des similitudes avec les cookies HTTP), est une donnée stockée sur l’ordinateur de l’utilisateur à la suite de sa navigation Web. Un objet local partagé est semblable à un cookie.
Les objets locaux partagés sont gérés par toutes les versions de Adobe Flash Player et les versions 6 et postérieures de Macromedia Flash MX Player.

## Stockage
Les objets locaux partagés sont écrits sur le disque dur de l’ordinateur sans nécessiter une autorisation préalable de l’utilisateur dans les paramètres par défaut.
L’emplacement des objets locaux partagés dans le système de fichier dépend du système d’exploitation. Ils se trouvent dans des sous-répertoires des dossiers suivants :
- Windows :
  - %APPDATA%\Macromedia\Flash Player\#SharedObjects\
  - %APPDATA%\Macromedia\Flash Player\macromedia.com\
  - pour les applications AIR : %APPDATA%\<Nom de domaine inversé>\Local Store\#SharedObjects
- Mac OS X :
  - ~/Library/Preferences/Macromedia/Flash Player/#SharedObjects/
  - ~/Library/Preferences/Macromedia/Flash Player/macromedia.com/
  - pour les applications AIR : ~/Library/Preferences/<Nom de domaine inversé>/Local Store/#SharedObjects
- Linux/Unix :
  - ~/.macromedia/Flash_Player/#SharedObjects/
  - ~/.macromedia/Flash_Player/macromedia.com/

## Vie privée
La version actuelle de Flash[Laquelle ?] ne permet plus à un site d’accéder à des objets locaux partagés  qu’il n’a pas écrits lui-même.
Par exemple, le site www.example.com ne peut pas lire les informations écrites par le site www.example2.com.
Cela dit, n’importe quel site peut lire l'objet local partagé maître qui contient la liste de tous les sites visités ayant utilisé Flash pour écrire un objet local partagé. Cette possibilité est utilisée, parmi d’autres, dans le cas de ciblage comportemental via le suivi de la navigation de l’internaute. Les objets locaux partagés permettent ainsi d’afficher des contenus ciblés, voire de la publicité ciblée,. 
Depuis la version 10.1 de Flash Player, il existe un mode de navigation privée dans lequel les Objets locaux partagés ne sont pas écrits. Dans les versions antérieures, les objets locaux partagés  étaient écrits même si le navigateur était en mode de navigation privée ce qui pouvait être vu comme une atteinte à la vie privée.
La désactivation du stockage des objets locaux partagés ainsi que leur suppression ne peut être réalisée que par l’interface Web de paramétrage de Flash Player. Il est impossible de réaliser directement ces opérations à partir du navigateur ce qui peut mener à penser que l’ordinateur est débarrassé de tout cookie là où il ne l’est pas.